# 聖克拉拉 (雷納西米恩托區)
聖克拉拉（西班牙語：Santa Clara），是巴拿馬的城鎮，位於該國西部，由奇里基省的雷納西米恩托區負責管轄，面積67平方公里，海拔高度1,276米，2010年人口2,642，人口密度每平方公里39.4人。